# マテイ・トート

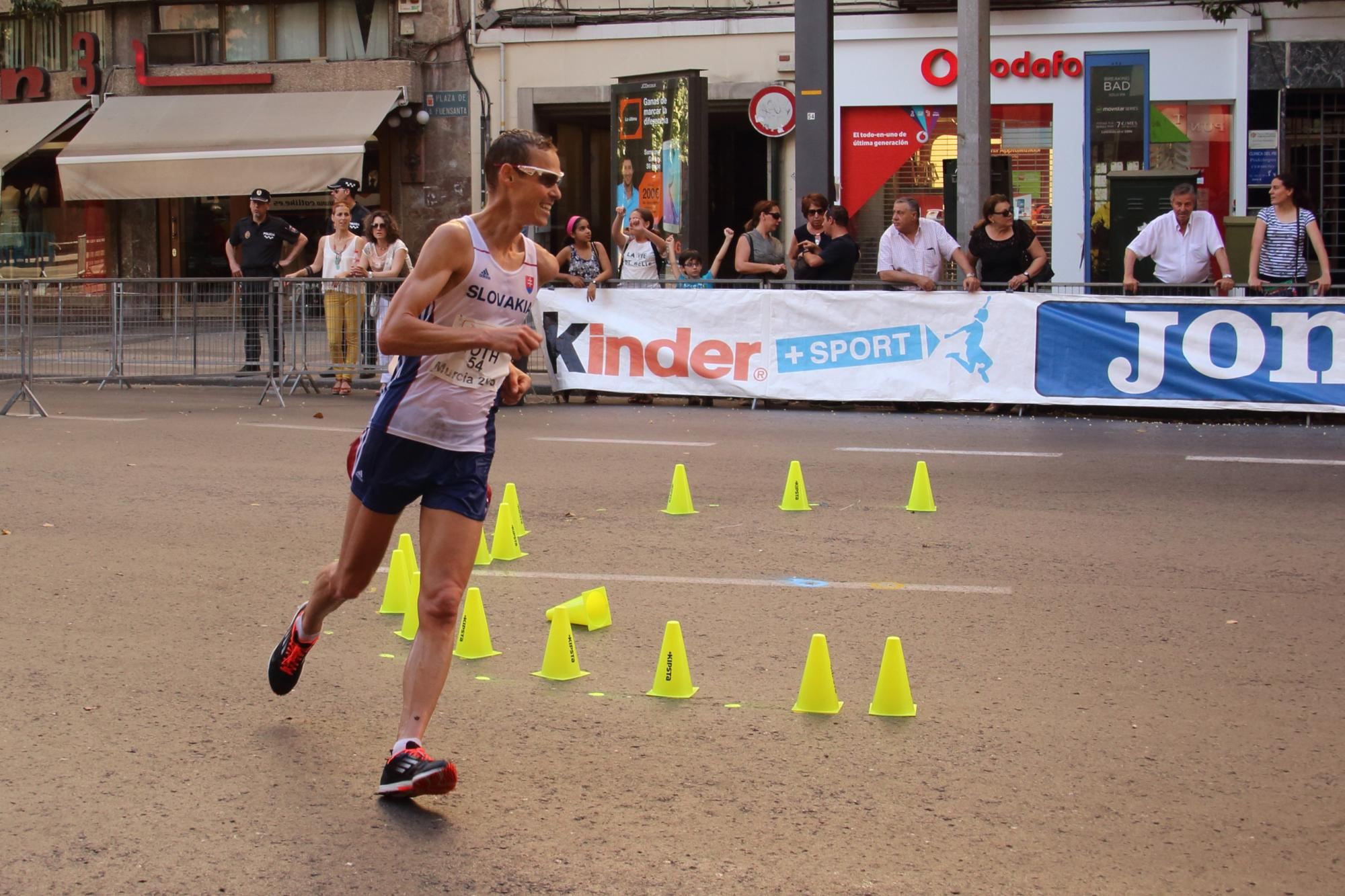
2015年ヨーロッパ競歩カップにて

マテイ・トート（Matej Tóth、[ˈmatʲej ˈto:t]、1983年2月10日 - ）は、スロバキアの競歩を専門とする陸上競技選手。日本語ではマテイ・トスと表記されることもある。なお、本業はジャーナリストである。
2004年から2016年まで4大会連続でオリンピックスロバキア代表となり、世界選手権には5度出場している。国際大会での金メダルは2010年のIAAFワールドカップ競歩と2015年の世界選手権、2016年のオリンピックの3回獲得しており、世界選手権での金メダルはスロバキア史上初である。

## 経歴
13歳の時に競歩を始める。2011年3月のドゥディンツェ50で50km競歩のスロバキア記録となる3時間39分46秒をマークして優勝した。2011年の世界選手権では50km競歩で20km付近まで14位で来ていたものの失格となった。2012年シーズンはリオマイオル国際競歩グランプリとポジェブラディ競歩大会で優勝した。
2006年にスロバキアの最優秀選手賞を受賞した。2012年のロンドンオリンピックでは、5位に入賞、2015年の世界選手権で優勝した。
2016年、リオデジャネイロオリンピックで金メダルを獲得した。

## 主な成績
| 年             | 大会                        | 会場                               | 結果           | 種目                | 補足           |
| スロバキア代表 | スロバキア代表              | スロバキア代表                     | スロバキア代表 | スロバキア代表      | スロバキア代表 |
| -------------- | --------------------------- | ---------------------------------- | -------------- | ------------------- | -------------- |
| 1999年         | 世界ユース選手権            | ポーランドブィドゴシュチュ         | 8位            | 10000 m             | 46:49.33       |
| 2001年         | ヨーロッパ競歩カップ（U20） | スロバキアドゥディンツェ           | 39位           | 10 km競歩           | 47:18          |
| 2002年         | 世界ジュニア選手権          | ジャマイカキングストン             | 16位           | 10000 m             | 45:05.02       |
| 2003年         | ヨーロッパ競歩カップ        | ロシアチェボクサル                 | 24位           | 20 km競歩           | 1:25:28        |
| 2003年         | ヨーロッパU23選手権         | ポーランドブィドゴシュチュ         | 6位            | 20 km競技           | 1:25:59        |
| 2003年         | ユニバーシアード            | 韓国大邱                           | 10位           | 20 km競歩           | 1:27:51        |
| 2004年         | ワールドカップ競歩          | ドイツナウムブルク                 | 54位           | 20 km競歩           | 1:26:59        |
| 2004年         | オリンピック                | ギリシャアテネ                     | 32位           | 20 km競歩           | 1:28:49        |
| 2005年         | ヨーロッパ競歩カップ        | ハンガリーミシュコルツ             | 12位           | 20 km競歩           | 1:23:58        |
| 2005年         | ユニバーシアード            | トルコイズミル                     | 8位            | 20 km競歩           | 1:28:58        |
| 2005年         | 世界選手権                  | フィンランドヘルシンキ             | 21位           | 20 km競歩           | 1:23:55        |
| 2006           | ワールドカップ競歩          | スペインア・コルーニャ             | 46位           | 20km競歩            | 1:26:30        |
| 2006           | ヨーロッパ選手権            | スウェーデンイェーテボリ           | 6位            | 20 km競歩           | 1:21:39        |
| 2007           | ヨーロッパ競歩カップ        | イギリスロイヤル・レミントン・スパ | 27位           | 20 km競歩           | 1:25:12        |
| 2007           | 世界選手権                  | 日本大阪                           | 14位           | 20 km競歩           | 1:25:57        |
| 2008年         | オリンピック                | 中国北京                           | 26位           | 20 km競歩           | 1:23:17        |
| 2008年         | ワールドカップ競歩          | ロシアチェボクサル                 | 17位           | 20 km競歩           | 1:21:24        |
| 2009年         | ヨーロッパ競歩カップ        | フランスメス                       | 9位            | 20 km競歩           | 1:27:29        |
| 2009年         | 世界選手権                  | ドイツベルリン                     | 9位            | 20 km競歩           | 1:21:13        |
| 2009年         | 世界選手権                  | ドイツベルリン                     | 10位           | 50 km競歩           | 3:48:35        |
| 2010年         | ワールドカップ競歩          | メキシコチワワ                     | 1位            | 50 km競歩           | 3:53:30        |
| 2010年         | ヨーロッパ選手権            | スペインバルセロナ                 | 6位            | 20 km競歩           | 1:22:20        |
| 2011年         | ヨーロッパ競歩カップ        | ポルトガルオリョン                 | 1位            | 20 km競歩           | 1:23:53        |
| 2011年         | 世界選手権                  | 韓国大邱                           | 9位            | 20 km競歩           | 1:22:55        |
| 2011年         | 世界選手権                  | 韓国大邱                           | –              | 50 km競歩           | 途中棄権       |
| 2012年         | オリンピック                | イギリスロンドン                   | 8位            | 50 km競歩           | 3:41:24        |
| 2013年         | ヨーロッパ競歩カップ        | スロバキアドゥディンツェ           | 3位            | 20 km競歩           | 1:21:51        |
| 2013年         | 世界選手権                  | ロシアモスクワ                     | 5位            | 50 km競歩           | 3:41:07        |
| 2014           | ワールドカップ競歩          | 中国太倉                           | 28位           | 20km競歩            | 1:21:33        |
| 2014           | ヨーロッパ選手権            | スイスチューリッヒ                 | 2位            | 50 km競歩           | 3:36:21        |
| 2015年         | ヨーロッパ競歩カップ        | スペインムルシア                   | 2位            | 20 km競歩           | 1:20:21        |
| 2015年         | ヨーロッパ競歩カップ        | スペインムルシア                   | 6位            | 20 km競歩（チーム） | 68 pts         |
| 2015年         | 世界選手権                  | 中国北京                           | 1位            | 50 km競歩           | 3:40:32        |
| 2016年         | オリンピック                | ブラジルリオデジャネイロ           | 1位            | 50 km競歩           | 3:40:58        |